# Julius Maggi
Julius Michael Johannes Maggi  (9. října 1846 Frauenfeld – 19. října 1912 Küsnacht) byl švýcarský podnikatel a vynálezce, nositel francouzského Řádu čestné legie. Jako zakladatel výrobní značky potravin Maggi a vynálezce polévkového ochucovadla Maggi byl jedním z průkopníků průmyslové výroby potravin a stal se postupně jedním z nejbohatších potravinářských podnikatelů v Evropě.

## Život

### Mládí
Narodil se ve Frauenfeldu v kantonu Thurgau jako nejmladší z pěti dětí italského přistěhovalce z Lombardie Michaela Maggiho. Otec se prosadil jako majitel mlýna a podnikatel ve Švýcarsku. Po neklidném mládí s častým střídáním škol a předčasně přerušeném studiu na obchodním učilišti v Basileji navštěvoval náborovou vojenskou školu švýcarské kavalérie. V letech 1867 až 1869 pracoval, nejprve jako stážista a nakonec jako zástupce ředitele ve společnosti Erste Ofen-Pester Dampfmühle AG v Budapešti. V roce 1869, ve věku 23 let, převzal po svém otci hamr a mlýn v Kempttalu u Winterthuru (dnes součást města Lindau, kanton Curych). V následujících letech rodina získala další mlýny a podniky na zpracování zeleniny ve Švýcarsku. Tou dobou to už nebyly tradiční řemeslné podniky, ale poloprůmyslové společnosti.

### Transformace podnikání
Pro mlynářský průmysl začaly kritické roky. Technické inovace přinesly zvýšenou produktivitu na omezeném trhu a také rostoucí dovozní obchod zvýšil konkurenční tlak; úpadky mlýnů tehdy nebyly neobvyklé. Společnost Maggi - od roku 1872 se jí po vstupu nových akcionářů říkalo Julius Maggi & Cie - se už nemohla spoléhat pouze na výrobu a obchod s obilnou moukou, pokud chtěla přežít. Společensko-politické podmínky té doby však otevřely cestu k novým výrobkům a trhům. Počínaje rokem 1882 představil Julius Maggi v úzké spolupráci s Fridolinem Schulerem a Švýcarskou charitativní společností původně levné luštěninové instantní polévky v prášku. Jeho nadšení pro práci na výrobě polévkových koncentrátů na tomto základě bylo tak velké, že téměř pojmenoval jednu ze svých dcer „Leguminosa“.

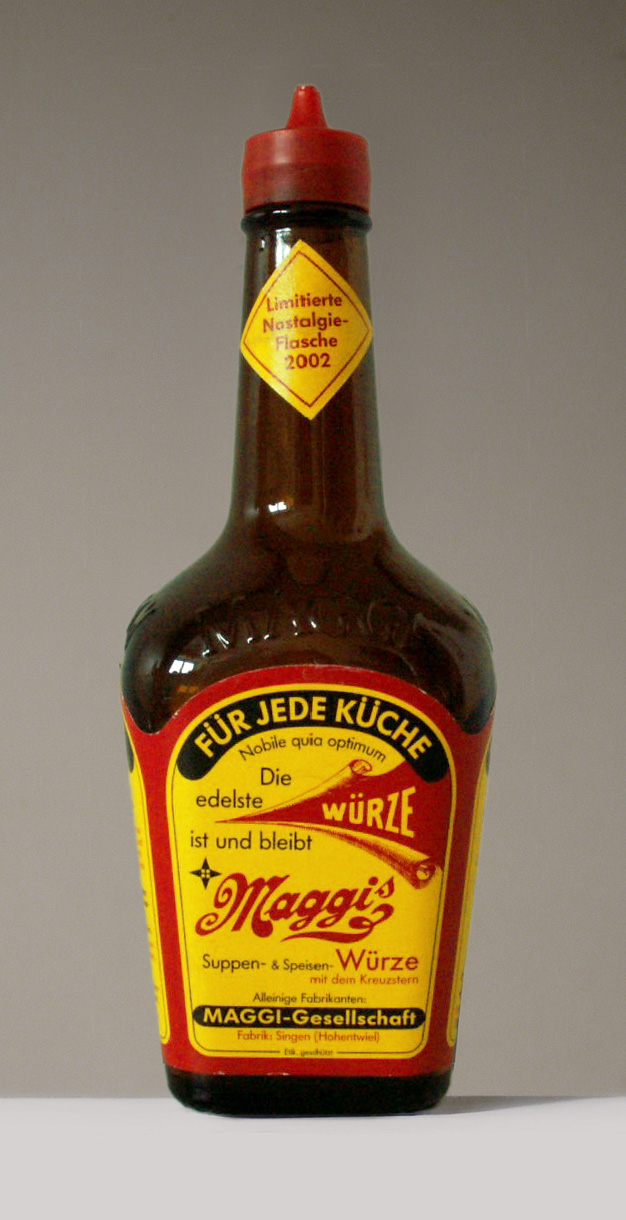
ochucovadlo Maggi

V roce 1886 vytvořil koření Maggi pro zlepšení chuti luštěninových polévek, které má aroma připomínající libeček (Levisticum officinale), ale samo o sobě žádný libeček neobsahuje (kupodivu se mu později lidově říkalo „bylina Maggi“). Podporoval intenzivní a nápaditou reklamu na svou značku a dočasně zaměstnal později slavného dramatika Franka Wedekinda jako reklamního textaře. Ručně psané originály reklamních textů, které Wedekind napsal pro Maggi v letech 1886 až 1887, jsou ve speciální sbírce v kantonské knihovně Aargau.
Od roku 1887 Maggi expandoval do zahraničí. V blízkosti hranic se Švýcarskem založil díky dobrému vlakovému spojení do Winterthuru původně malou německou pobočku v Singen-Hohentwiel v Badenském velkovévodství, kde sedm dělníků a předák plnili lahve mladiny Maggi. Takzvané „Gütterli-Hüsli“, kde se toto stáčení uskutečnilo, nyní slouží jako Maggiho muzeum. Po akvizici pivovaru Bilger v roce 1895 byla v Singenu postavena továrna, která měla v roce 1900 již 200 zaměstnanců, z toho 120 žen. Sociální opatření zavedená v jeho společnosti v Kemptthalu z roku 1892 byla rovněž přijata v Singenu (bydlení dělníků, regulace ušlých mezd, podnikové prázdninové domy, firemní večírky a exkurze, podnikové zdravotní pojištění, později bylo přidáno též placené volno). V roce 1907 sem přicestoval Maggi z Paříže, aby zde upokojil divokou stávku a nechal zde zřídit dělnický výbor. Německá centrála Maggi byla přemístěna do Berlína v roce 1898.
V roce 1887 byla taktéž založena pobočka v rakouském Bregenzu, která existovala až do roku 1977.

### Ve Francii
Od roku 1897 se Julius Maggi zaměřoval na rozvoj aktivit ve Francii, kde fungovala pobočka od roku 1887, která však zpočátku neprosperovala. V roce 1899 založil v Paříži společnost na výrobu nealkoholických nápojů Société anonyme des boissons hygiéniques. Ve stejném roce byla zahájena výroba ochucovadla Maggi. Na Světovou výstavu v roce 1900 se s rodinou přestěhoval na pět měsíců do Paříže.

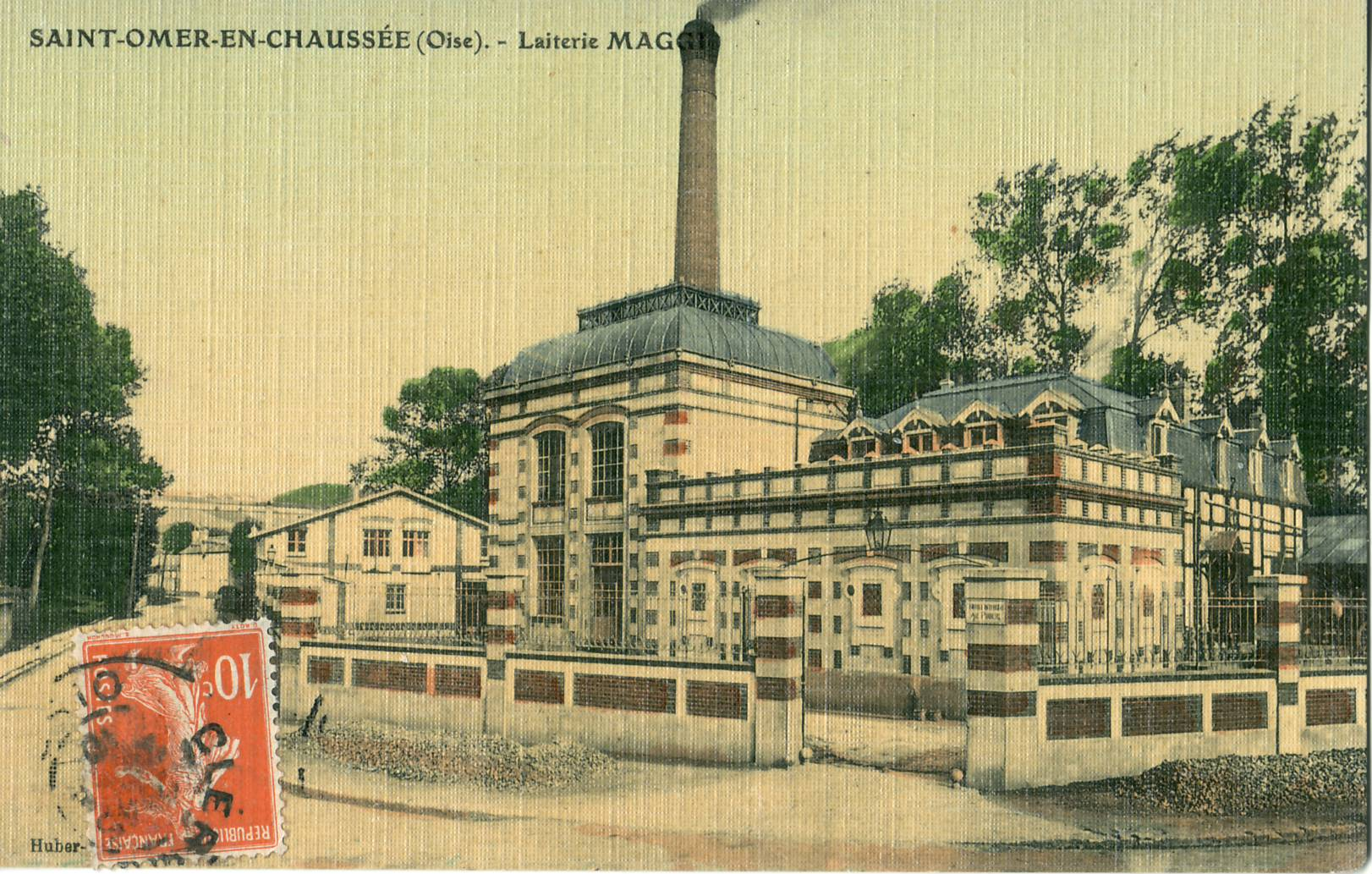
Provoz společnosti Maggi pro sběr mléka („Center de ramassage“) pro dodávky z Normandie a Pikardie v Saint-Omer-en-Chaussée v departementu Oise

V dubnu 1901 definitivně přestěhoval své pracoviště do Paříže. Od prosince 1902 začala fungovat mlékárenská společnost Société laitière Maggi jakožto dceřiná společnost Société des boissons hygiéniques. Maggi zřídil distribuční systém pro pasterizované mléko, jehož kvalitu kontrolovala laboratoř, kterou založil („Institut du lait“). Před zavedením pasterizovaného mléka Maggi, na začátku 20. století zemřelo 90 000 dětí ve Francii (jen 20 000 z nich v Paříži) na dětskou choleru. Zatímco aktivity Maggi na trhu s mlékem byly vážně napadány sdružením francouzských mlékařů Syndicat des crémiers a národoveckým hnutím Action française v jejich časopise, Jules Maggi (jak si sám ve Francii říkal) obdržel od francouzského státu 4. srpna 1907 Řád čestné legie. Úspěch prodeje vzrostl z 21 000 litrů upraveného mléka týdně v roce 1903 na více než milion litrů týdně v roce 1912.
Dalším obrovským úspěchem bylo vytvoření bujónových kostek v roce 1907 a založení výrobní společnosti Société du Bouillon Kub. Již v roce 1912 se jich ve Francii každý měsíc prodalo 6 milionů kusů. Tyto obrovské úspěchy umožnila úspěšná reklama a degustační kancelář.  Julius Maggi také hledal podporu slavného mistra šéfkuchaře Auguste Escoffiera pro „zušlechťování jeho produktů“.

### Úmrtí
Během pracovního setkání utrpěl mrtvici. Již nevyléčitelně nemocný byl převezen do rodného Švýcarska. Zemřel 19. října 1912 v Küsnachtu. Pohřben byl na městském hřbitově v Lindau v kantonu Curych.

### Osobní život
Julius Maggi byl dvakrát ženatý, měl čtyři dcery a dva syny. Během svého pobytu v Paříži měl Julius Maggi poměr s jistou herečkou a nebyl nijak příkrý v reprezentativních výdajích. Vlastnil čtyři parní jachty na francouzském pobřeží, které byly pojmenovány Maggi I, Maggi II, Maggi III a Maggi IV. V Curychu nechal přestavět a reprezentativně vyzdobit vilu Sumatra.

### Po smrti
Když v srpnu 1914 vypukla první světová válka, byla laboratoř a téměř všech 850 stáčíren Laitière Maggi v Paříži napadeno a zpustošeno rozzlobeným davem. Po celé Francii se odšroubovávaly známé smaltované cínové cedule, protože se věřilo, že Maggi je německá společnost, která slouží pouze jako zástěrka špionážních aktivit proti Francii. Říkalo se, že produkty Maggi, a zejména mléko, byly otráveny. Další pověstí bylo, že monsieur Maggi (který byl ve skutečnosti téměř dva roky mrtvý) byl zatčen při pokusu o útěk z Paříže se 40 miliony franků ukrytých v plechovkách od mléka.
Krátce po smrti Julia Maggiho byla společnost, která nesla jeho jméno, přeměněna na holdingovou společnost, později přejmenovanou na Alimenta AG a sloučením s nynější Nestlé AG v roce 1947. 

## Galerie

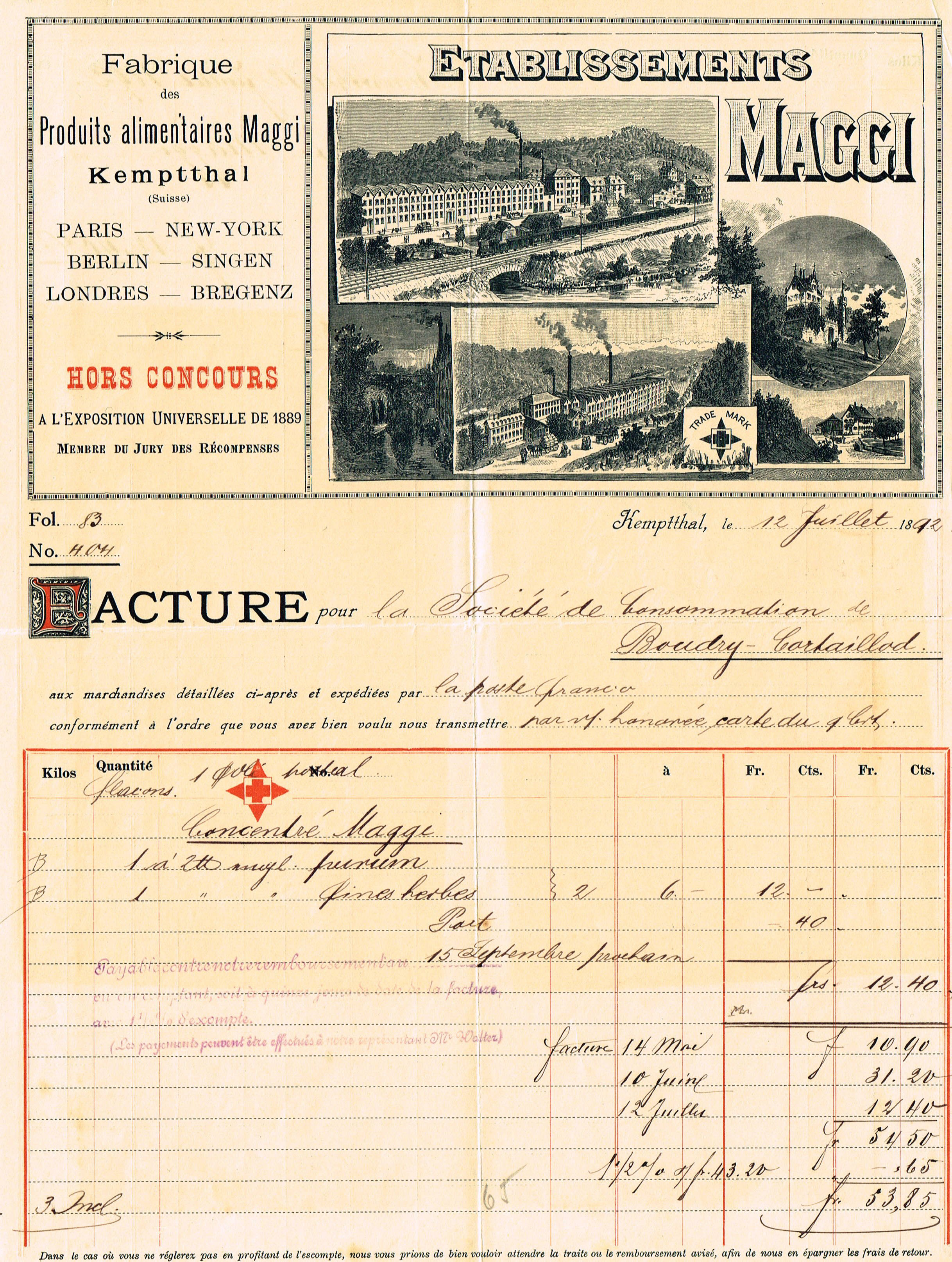
Účet továrny společnosti Maggi's Lebensmittel AG ze dne 12. července 1892; vydal Julius Maggi
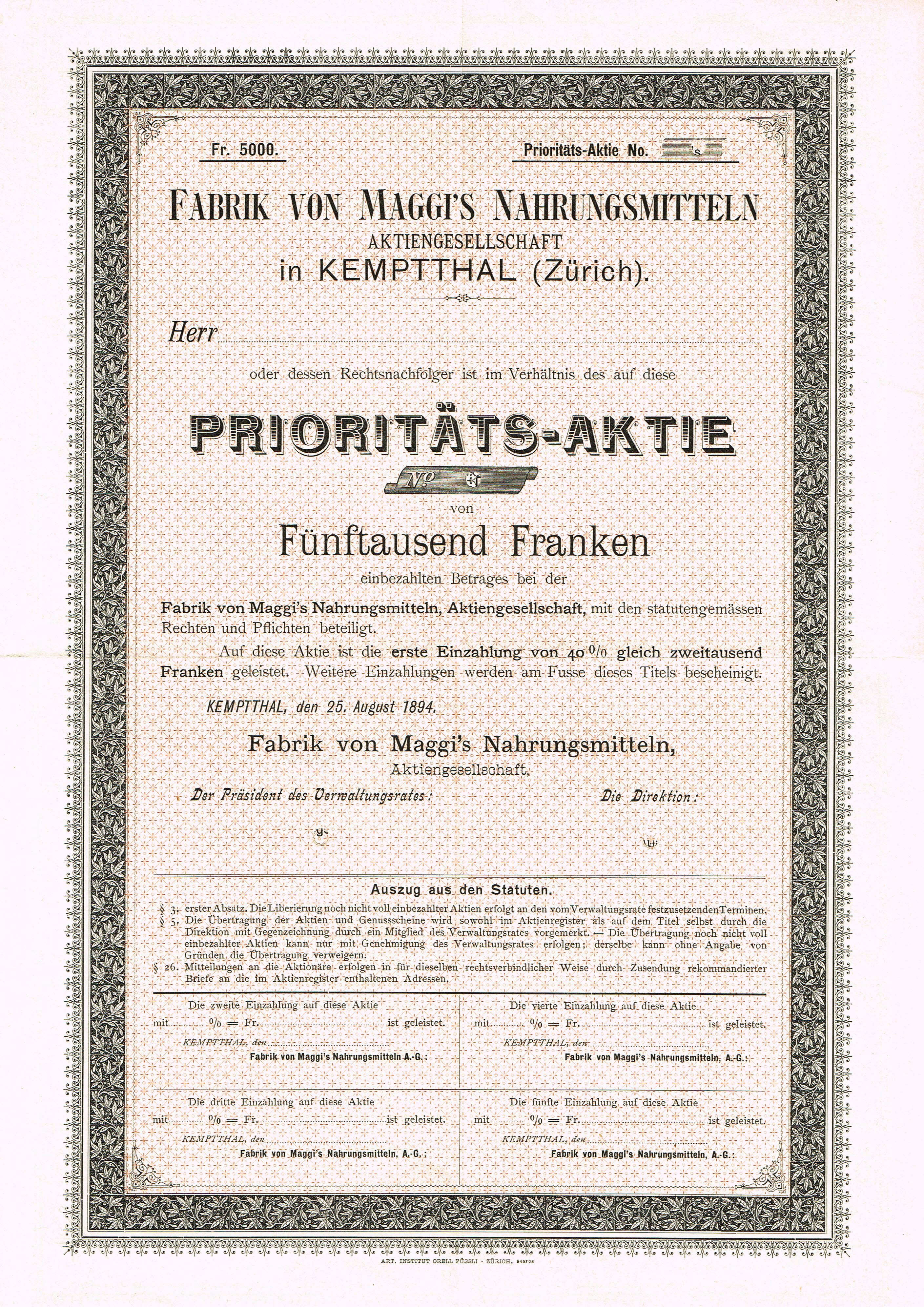
Prioritní podíl 500 CHF v továrně společnosti Maggi's Lebensmittel AG ze dne 25. srpna 1894; nejstarší známý podíl této společnosti
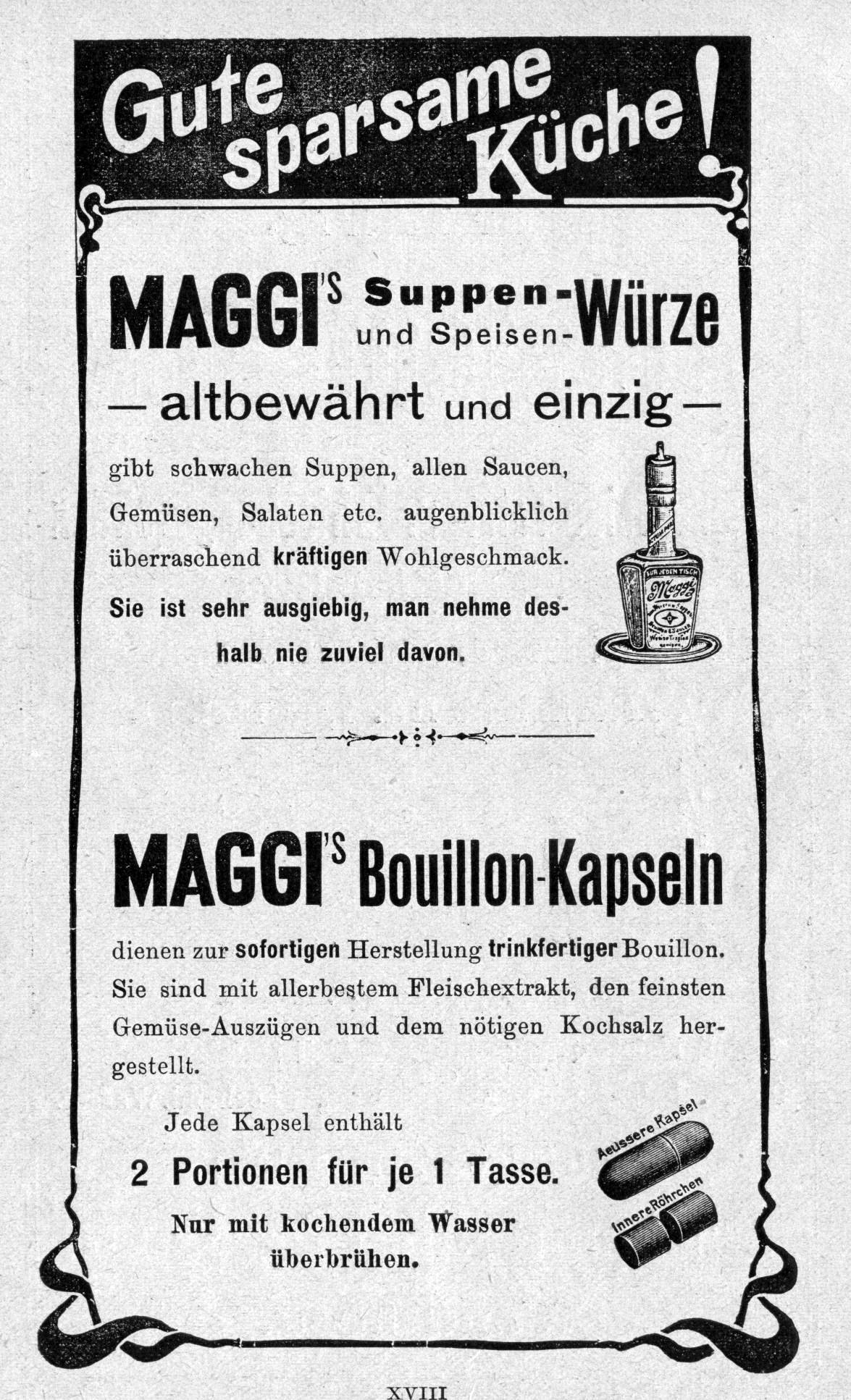
Inzerát na Maggi 1903